# Nantes-en-Ratier
Nantes-en-Ratier è un comune francese di 508 abitanti situato nel dipartimento dell'Isère della regione dell'Alvernia-Rodano-Alpi.

## Società

### Evoluzione demografica
Abitanti censiti